# Iridomyrmex rufoniger
Iridomyrmex rufoniger är en myrart som först beskrevs av Lowne 1865.  Iridomyrmex rufoniger ingår i släktet Iridomyrmex och familjen myror.

## Underarter
Arten delas in i följande underarter:
- I. r. domesticus
- I. r. incertus
- I. r. metallescens
- I. r. pallidus
- I. r. rufoniger
- I. r. septentrionalis
- I. r. suchieri
- I. r. victorianus